# Misia Single Collection: 5th Anniversary
Misia Single Collection: 5th Anniversary és el segon àlbum recopilatori de la cantant japonesa Misia, que es va editar el 3 de desembre de 2003. Va vendre'n 52.167 còpies durant la primera setmana i es va situar a la vuitena posició de les llistes japoneses L'àlbum es va editar sota el seu anterior segell discogràfic, Arista Japan, per a commemorar el seu cinquè aniversari.
L'àlbum va aconseguir la certificació de platí de la RIAJ al vendre'n més de 250.000 còpies.

## Llista de cançons
| Núm. | Títol                                                                                                   | Durada |
| ---- | --- | ------ |
| 1.   | «Tsutsumikomu Yō ni... (つつみ込むように…, Like Being Wrapped Up...)» (de Mother Father Brother Sister) | 5:48   |
| 2.   | «Never Gonna Cry! (Original Mix)» (de Mother Father Brother Sister)                                     | 6:09   |
| 3.   | «Hi no Ataru Basho (陽のあたる場所, A Place in the Sun)» (de Mother Father Brother Sister)              | 5:15   |
| 4.   | «Koisuru Kisetsu (恋する季節, Season of Love)» (de Mother Father Brother Sister)                        | 5:41   |
| 5.   | «Believe» (de Love Is the Message)                                                                      | 4:48   |
| 6.   | «Hana/Tori/Kaze/Tsuki (花／鳥／風／月, Flower/Bird/Wind/Moon)» (de Love Is the Message)                 | 5:50   |
| 7.   | «Wasurenai Hibi (忘れない日々, Unforgettable Days)» (de Love Is the Message)                            | 5:50   |
| 8.   | «One!» (de Love Is the Message)                                                                         | 5:54   |
| 9.   | «Sweetness» (de Love Is the Message)                                                                    | 5:53   |
| 10.  | «Itoshii Hito (愛しい人, My Beloved)» (de Love Is the Message)                                          | 5:00   |
| 11.  | «Escape» (de Marvelous)                                                                                 | 4:55   |
| 12.  | «Change for Good» (de Marvelous)                                                                        | 5:48   |
| 13.  | «Everything» (de Marvelous)                                                                             | 6:56   |
| 14.  | «Ai no Uta (愛の歌, Love Song)» (de Marvelous)                                                          | 5:33   |

## Llistes

### LlistaOriconde vendes
| Llançament      | Llista                          | Posició | Vendes debut | Vendes totals | Duració     |
| --------------- | ------------------------------- | ------- | ------------ | ------------- | ----------- |
| 3 desembre 2003 | Llista Oricon diària d'àlbums   | 2       |              |               |             |
| 3 desembre 2003 | Llista Oricon setmanal d'àlbums | 7       | 52.167       | 136.206       | 15 setmanes |
| 3 desembre 2003 | Llista Oricon mensual d'àlbums  |         |              |               |             |
| 3 desembre 2003 | Llista Oricon anual d'àlbums    |         |              |               |             |

### Llista de vendes físiques
| Llista                              | Posició |
| ----------------------------------- | ------- |
| lista Oricon diària d'àlbums        | 7       |
| Llista Oricon setmanal d'àlbums     | 8       |
| Llista Soundscan d'àlbums(Només CD) | 10      |